# Петракууді
Петракууді (ест. Petrakuudi) — село в Естонії, входить до складу волості Риуге, повіту Вирумаа.